# Bauhaus

A Bauhaus-képzés alapelvei (németül)

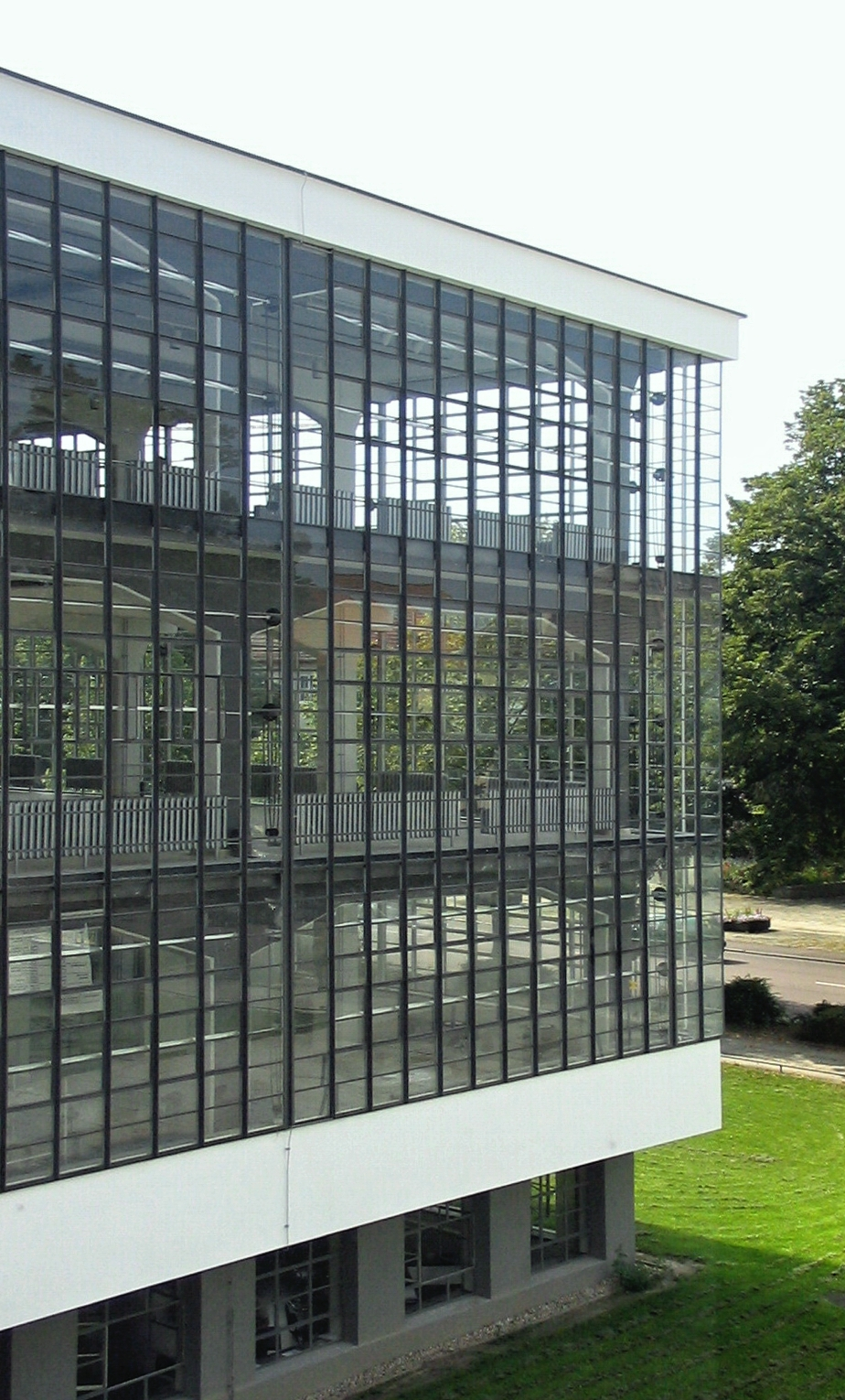
A Bauhaus épülete Dessauban

A Bauhaus a 20. század első felének legjelentősebb művészeti intézménye, a konstruktív törekvések központja és gyűjtőhelye, amely a nevelési módszerek és az alkotó művészet megújítása révén vált kiemelkedő szerepűvé. Alapja a „Bauhaus-eszme". Walter Gropius szerint felelet arra a kérdésre, milyen képzettségre van szüksége egy művésznek ahhoz, hogy el tudja foglalni helyét a (gép)ipari társadalomban.
A Bauhaus-eszme több, mint csupán az iskolát irányító célkitűzés. Évtizedekre szóló szellemi program, még William Morristól induló és a századfordulón kibomló művészeti törekvések összegezése, alkotó módszer és alkotói magatartás. A művészet és ipar, a művészet és technika közötti szakadékot kívánta áthidalni. Egyszerre küzdött a művészet eszméjének fenntartásáért és a művészet korszerű eszközeinek a megtalálásáért. A formaképzés problémáit új módszerrel közelítette meg, felismerte, hogy a formálás, az anyagok, alakítási módok, lehetőségek és a funkció, a rendeltetés követelményeinek megismeréséből, feltárásából fakad. Az anyagok ismeretével és az azokban rejlő lehetőségek kutatásával új művészeti eszközöket adott tanítványai kezébe. Működésének későbbi szakaszában fokozódó szociális-társadalmi problémaérzékenység is jellemzi.

## Története
Az Állami Bauhaus intézményét 1919-ben Walter Gropius a két weimari művészeti iskola összevonásával alapította. Az iparművészeti iskolát még Henry van de Velde hozta létre (1902), az ő tervei alapján készült az iskola- és műhelyépület (1906). Irányítása alatt az intézmény a német „Jugendstil" (szecesszió), majd az ezt követő kísérletek egyik szellemi központja volt.
A háború alatt van de Velde Gropiust javasolta utódjául. Gropius egyesítette az iskolát a tanerőiben megfogyatkozott művészeti akadémiával, és új tanárok sorát hívta meg az intézménybe. Johannes Ittent, a színdinamika egyik megalapozóját, aki a szín- és tapintóérzék fejlesztésére új utakat kereső bécsi festő, az amerikai Lyonel Feiningert, a szobrász Gerhard Marckst, majd továbbá Paul Kleet, Oskar Schlemmert, Adolf Meyert (aki a Fagus Művek és a kölni kiállítási épület tervezésében Gropius társa volt), Georg Muche, és Lothar Schreyer akik az iskola első mesterei voltak. Rövidesen bekapcsolódott a munkába Vaszilij Kandinszkij és Moholy-Nagy László is (aki később az előképzést vette át Ittentől). A volt tanítványok közül később kerülnek a mesterek sorába Herbert Bayer, a tipográfia tanára, Breuer Marcell, az asztalosműhely vezetője, Josef Albers, az előképzés irányítója, Gunta Stölz textiltervező és mások. A mesterek között a kor szinte minden szellemi irányának képviselőjét megtaláljuk. Ez a sokarcúság aztán már kezdetektől magában rejtette a később kialakult belső ellentmondások alapját is.
Az iskola híre, hatása gyorsan terjedt, már 1922-ben vezérszerepe volt az európai konstruktív irányzatok (konstruktivizmus) között. A De Stijl körül csoportosuló művészek és az orosz konstruktivisták, Kazimir Malevics és El Liszickij is a Bauhausban találtak szövetségesre.
Az 1923-ban rendezett weimari kiállításon a Bauhaus már a prototípusok egész sorát mutatta be. Ezek még jórészt kézműipari formatervezési kísérletek eredményei. A kiállításra felépített Am Horn „kísérleti" ház berendezésében azonban már megjelent a gépipari technikát kifejező tárgyi környezet is. Az intézmény a következő évek jobboldali támadásainak hatására Weimarból Dessauba költözött (1925), ahol már formatervező főiskolaként, módosított tantervvel és új mesterek bevonásával működött. Az 1926-ban elkészült új iskolaépületet és a mesterházakat maga Gropius tervezte.
Az intézményben jelentkező belső ellentétek azonban tovább éleződnek. 1928-ban Gropius megvált az intézménytől. Utódja Hannes Meyer, svájci származású, baloldali társadalmi érzékenységű (kommunista?) építész lett. Hannes Meyer kezdetben a dessaui Bauhausban mesteroktató volt az építészműhelyben, majd 1928-tól 1930. július 31-ig Gropius utódjaként a Bauhaus igazgatója lett. Az építészet szociális kérdései iránti személyes érzékenysége miatt a közvélemény és a városvezetés szemében baloldali politikai beállítottságúnak tekintették. Megítéléséhez hozzájárult (az adott németországi belpolitikai körülményekhez igazodó) az intézeten belül is jelenlevő hallgatói politikai radikalizmus is. Az intézet irányában fokozatosan erősödő nemzetiszocialista politikai nyomás miatt (amit az intézetet fenntartó városi hatóság nem tudott feloldani) a város vezetői 1930. augusztus 1-jén Meyer és a vele szolidáris mesterek és tanítványok azonnali eltávolítása mellett döntöttek.
Mies van der Rohe volt 1930–1933 között a Bauhaus utolsó igazgatója. Az intézményt fenntartó szervek úgy vélték, a korábbi semleges légkör visszaállítására van szükség, amelyhez megfelelő személyt kerestek. Ezért választásuk az akkor már egyértelmű szakmai tekintéllyel bíró Ludwig Mies van der Rohéra esett.
Mies igazgatósága rosszul kezdődött. Meyer elbocsátása miatt a hallgatók sztrájkot szerveztek, s követelték, hogy folytatódjék annak a tudományos alapú, rendszeres alakítástannak a létrehozása, amelyet Hannes Meyer kezdett el. Mies tekintélyelvű vezetéssel, főpolgármesteri segítséggel (és rendőri intézkedéssel) lett úrrá a helyzeten. Új tantervet vezettek be, amelyben a korábbihoz képest lényegesen bővült az építészeti képzés. Mies megszüntette a szakmai műhelyekben folyó árutermelést (aminek kiesése aztán érzékenyen érintette az intézmény költségvetését).
Igazgatói működése során a Bauhaus képzési szelleme határozottan az építészoktatás felé tolódott. Az építészképzést megreformálták és három képzési fokozatot alakítottak ki. A harmadik fokozatot kizárólag Mies oktatta.
Új igazgatóként a nyomasztó társadalmi kérdések hidegen hagyták. Az építészetet művészetként értékelte, amelynek fő kérdései a tér, az arányok és az anyag. Ezt képviselte mintaháza is, amelyet a Bauhaus 1931. évi kiállítására tervezett. Ezen a tárlaton a klasszikusan Bauhaus-szellemű építészek, köztük Albers, Volger, Figer, Breuer jellegzetes kislakás-terveket állított ki, míg Mies terve pazarló térszervezéssel és anyaghasználattal az exkluzív lakásépítés kielégítését célozta. (Mai szemmel nézve, úgy tűnik, itt jelenik meg Mies van der Rohe (vitathatatlanul kimagasló építészi képességei mellett) következő személyes építészeti korszakának alapjellege: a különleges és nagyvonalú, költséges építészeti feladatok, reprezentatív megoldások felé fordulása.)
Mies van der Rohe igazgatói működési ideje alatt minden tőle elvárhatót megtett a Bauhaus politikamentességének megőrzéséért. 1931-ben még rendezvénysorozatot is indított az intézetben „az eszmék harcának jegyében” címmel. Brosúrát is készített, amelyben állásfoglalása a következő: „A Bauhausnak a modern kultúra megteremtésére tett erőfeszítései ellenére sem kell átpolitizált korunkban elköteleződnie valamely párt iránt”.
Mies minden erőlködése ellenére nem sikerült az intézményben a politikamentesség légkörét fenntartani. A tanintézetbeliek alapfeladataik révén mindenképpen érintkeztek a társadalmi környezettel, annak problémái természetszerűen „begyűrűztek” az oktatásba, s a tanítványok szemléletébe. A korabeli – egyre inkább fasizálódó – politikai légkörben kívülről a Bauhaust baloldali („bolsevik” kommunista”) szervezetként jellemezték.
Fokozatos politikai és költségvetési szorításokat követve 1932. október 1-jével Dessau város felmondta a műhely fenntartását. Ezen időben két másik város jelentkezett ugyan az intézmény fogadására, de Mies már hónapokkal korábban elhatározta, hogy a Bauhaust Berlinben, magánintézetként fogja fenntartani. Egy használaton kívüli gyárépületben bérelt új helyet is. Az intézményt balsorsa itt is követte. Egy „vitatható korrektségű” házkutatás során az intézet könyvtárában kommunista folyóiratokra bukkantak. 1933. április 11-én a politikai rendőrség (Gestapo) lepecsételte az épületet. Az intézmény újraindítására tett sorozatos kísérletek eredménytelenek maradtak.

## Bauhaus-műhelyek és tanszékvezetők
| Bauhaus-műhelyek  | Tanszékvezetők                                         |
| Nyomdászat        | Lyonel Feininger                                       |
| Üvegfestés        | Josef Albers, Johannes Itten                           |

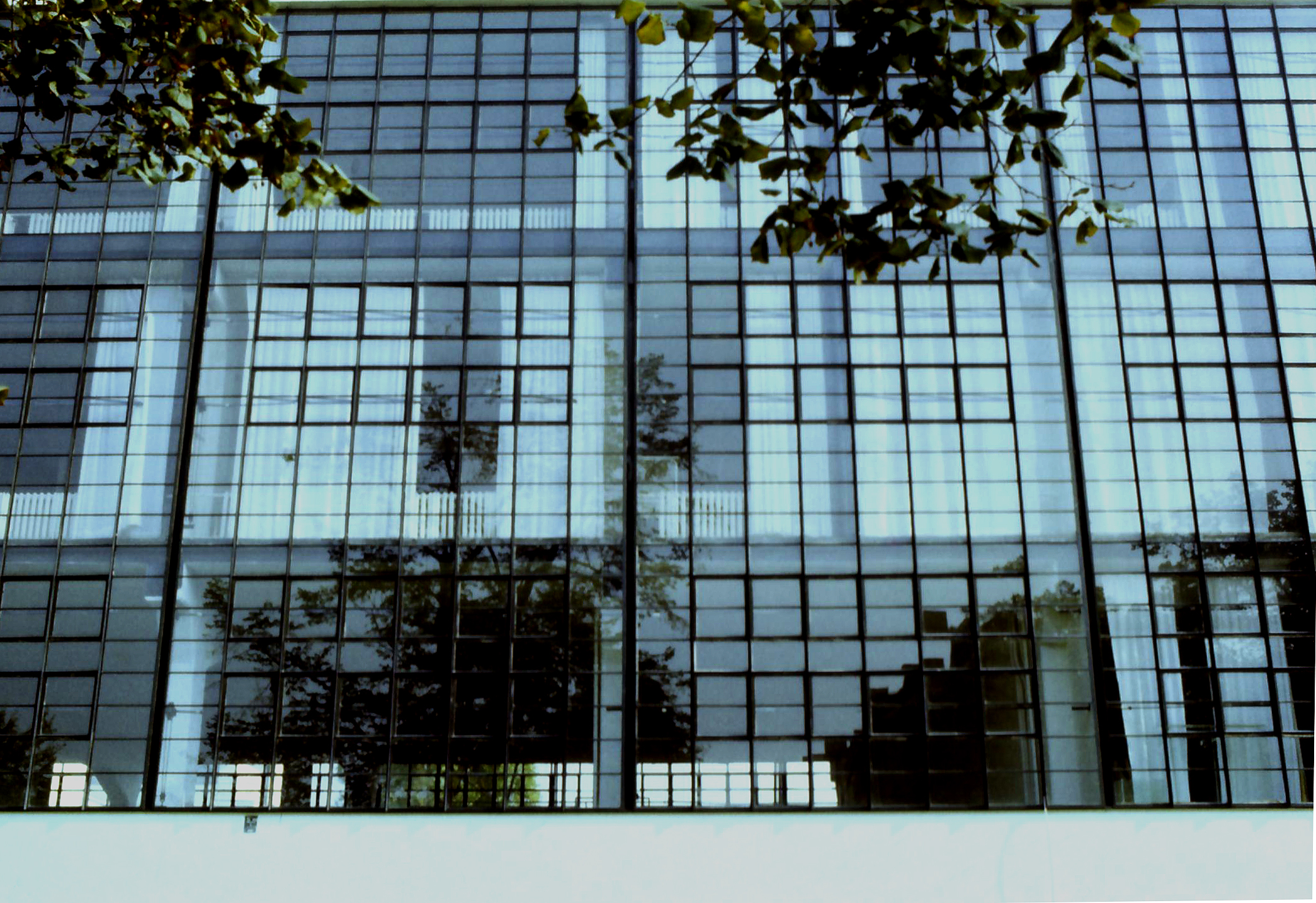
Dessau, Bauhaus: új esztétikum születik (foto:KT)

| Fémműhely         | Johannes Itten, Moholy-Nagy László                     |
| Asztalosműhely    | Walter Gropius, Breuer Marcell                         |
| Szövés            | Georg Muche                                            |
| Fotográfia        | Walter Peterhans                                       |
| Falfestészet      | Oskar Schlemmer, Vaszilij Kandinszkij                  |
| Színpadtechnika   | Lothar Schreyer, Oskar Schlemmer                       |
| Könyvkötészet     | Paul Klee                                              |
| Kerámiaművészet   | Gerhard Marcks                                         |
| Építészet         | Walter Gropius, Hannes Meyer, Ludwig Mies van der Rohe |
| Kiállítástervezés | Joost Schmidt                                          |
| Harmonizálástan   | Gertrud Grunow                                         |

### Más neves tanárok
- Gunta Stölz
- Marianne Brandt
- Ludwig Hilberseimer
- Herbert Bayer
- Lilly Reich
- Hinnerk Scheper
- Anni Albers
- Naum Gabo

## A Bauhaus-eszme és hangsúlyváltozásai
A Bauhaust megszervező Walter Gropius első és legfontosabb feladatának tekintette az oktató munka megszervezésére és irányítására alkalmas munkatársak kiválasztását és meghívását (az első három személy: Lyonel Feininger, Gerhard Marcks és Johannes Itten).
Az intézményben kikristályosodó eszmék eredete a XIX. századra nyúlik vissza, amikor erős volt a törekvés művészet és élet viszonyának újrafogalmazására. Az új esztétikai elveknek a tárgykultúrán keresztül történő integrálására már John Ruskin is kísérletet tett elméleti munkáiban, az ebből kinövő Arts and Crafts, később a szecessziós mozgalom pedig teljes egészében ennek a gondolatkörnek az igézetében jött létre. Szinte példaszerű, hogy a Bauhaus a weimari Hercegi Iparművészeti Iskola és a Képzőművészeti Akadémia összevonásából született meg.

### A Gropius-korszak
Gropius az iskola korábbi igazgatója, Henry Van de Velde nyomába lépett, de a szecesszió elitista gyakorlatával szemben a modern technológiára alapozott, a modern társadalom igényeit megfogalmazó és kielégítő építészeti és tárgykultúra létrehozását tűzte ki célul. Lyonel Feininger fametszete – amely a Walter Gropius által közzétett 1919-es manifesztum borítólapján szerepelt –, szemléletesen foglalja össze ezt a XIX. századi gondolatkörből kinövő, ugyanakkor a kubo-expresszionizmus nyelvén megszólaló törekvést.
Szellemileg a Der Sturm köré csoportosult expresszionista művészek befolyása is meghatározó volt a Bauhaus szemléletének és munkamódszerének alakításában. Minél több részlet tárul fel az iskola történetéből, annál inkább úgy tűnik, hogy Walter Gropius zsenialitása elsősorban helyzetfelismerésében, szervezői képességeiben testesült meg. A Der Sturm köréből hívta meg Paul Kleet, aki 1921-től formatant tanított, és itt fedezte fel Moholy-Nagy Lászlót is. Moholy érkezése pontot tett az első, Itten által fémjelzett korszakra. Moholy jelentősége nem hangsúlyozható eléggé a Bauhaus történetében.
Az iskola fennállása alatt ez volt az egyetlen meghatározó és biztos pont, amely az egyébként oly különböző célkitűzéseket egységbe foglalta. Az összművészet (Gesamtkunstwerk) és a modern formateremtés iránti elkötelezettség a berlini záróakkordig fennmaradt, a közben eltelt időszak azonban bővelkedett fordulatokban. Ez az az időszak, amikor a már Gropius első kiáltványában megfogalmazott, de továbbra is elméleti síkon mozgó célkitűzések határozott formát kezdtek ölteni. A helyzet ellentmondásosságát jól jelzi, hogy az építészeti munka tulajdonképpen Gropiusnak az iskolában működő irodájához kötődött.

### Itten művészetpedagógiai elvei
A Bauhaus kezdeti korszakának legfontosabb alakjává váló Ittent Gropius első feleségén (Alma Maria Mahler-Werfel) keresztül ismerte meg Bécs. A Bauhaus első korszakát Johannes Ittennek a „mazdaznan” vallásra alapított, ezoterikus szemléletű, az élet és művészet kapcsolatát spirituálisan értelmező oktatási módszere határozta meg, amelyben a tudományosan megalapozott színtan, a kreativitásra épülő, a hagyományos (akt) stúdiumokat is újszerűen alkalmazó oktatás a meditálással, vegetarianizmussal, testedzéssel egészült ki. Az Itten által irányított előképzésben vett részt Breuer Marcell, aki az első pécsi növendéke volt a Bauhausnak és Pap Gyula is, aki Itten lelkes tanítványa majd kollégája lett. (1926-ban követte mesterét a Berlinben alapított művészeti iskolájába, ahol figurális rajzot tanított.) Aligha vitatható, hogy az iskolában végig erőteljes közösségi élet hagyományának megteremtésében Ittennek döntő érdeme volt. Vélhetően szellemi befolyásának hatása alá kerülve kérte fel a Bauhaus 1919. március 21-i ünnepi megnyitásán tartandó „A régi mesterek tanai” című előadásra. Október 1-jétől pedig oktatóvá, hamarosan pedig a Bauhausban folyó képzés központi alakjává vált, elsősorban a műhelyrendszerű oktatás szervezésében, valamint az ezen belül folyó alapképzésben, ahol a természet- és anyagtanulmányokat, kontraszt-, forma- és ritmustant oktatott, aktrajzolást irányított.
Itten pedagógiáját a téma kutatói(1) egy ellentétpárral jellemzik: „ösztön és módszer”, illetve „szubjektív élményre való képesség és objektív megismerés”. Értékelői szerint „tanítása az ember bensőjéhez szólt: a diáknak rá kellett találnia saját ritmusára, ki kellett alakítania harmonikus személyiségét”. Tehát tulajdonképpen a Bauhaust megelőző művészeti mozgalmak azon törekvéséhez igazodott, amelyik az ipari forradalom eredményeképpen létrejövő anyagi javak (eszközök és tárgyak) esztétikai minőségbeli javításának eszközét a „kézműves mester magas szintű képességének kialakításában” látta. Ideája a Bauhaus által nyújtott (elméleti és gyakorlati) képzés eredményeként kialakuló magas szintű eszmei-, esztétikai- és mesterségbeli tudással felvértezett „alkotó ember”.
1920 októberétől a téli szemeszteren a saját maga által bevezetett előkészítő tanfolyamon tanított, emellett formatant is oktatott. Ezután Georg Mucheval közösen több műhelyt vezetett, amelyek közül 1921 áprilisától a fémfeldolgozó, fal- és üvegfestészeti műhely maradt meg az irányítása alatt.
A Bauhaus intézménynek még Gropius igazgatósága idején bekövetkezett második korszaka a képzés hangsúlyát a „létrehozott termék (társadalmi) hasznosságára, használhatóságára és esztétikai kvalitására” helyezte át, ezáltal természetes módon jelentkezett a megtervezett, kikísérletezett terméket kereskedelmi árucikké változtató üzemi-, gyári kooperáció, műhely-megrendelő szintű kapcsolat. Ez a változás alapvetően ellentétes lévén Itten elméletével és oktatói céljával, 1923 márciusában megvált a Bauhaustól.

### Hannes Meyer időszak
Walter Gropius 1928 elején elhagyta az iskolát és annak vezetését az általa meghívott és a dessaui Bauhausban az építészműhelyben mesteroktató svájci építész, Hannes Meyer vette át, aki 1928-tól 1930. július 31-ig Walter Gropius utódjaként a Bauhaus igazgatója. Az építészet szociális kérdései iránti személyes érzékenysége miatt a közvélemény és a városvezetés szemében baloldali politikai beállítottságúnak tekintették. (Ehhez hozzájárult az adott németországi belpolitikai körülményekhez igazodó, intézeten belüli hallgatói politikai radikalizmus is.) A szerencsétlen sorsú svájci Hannes Meyer volt a Bauhaus-oktatók (igazgatók) közül a legfogékonyabb a korszak forrongó szociális eszméire, amelyek – részben az ipari forradalom (gép-korszak) szülte egzisztenciális problémákat (a kézművesség feleslegessé válása) hozta felszínre, másrészt a tömegek elfogadhatatlan élet- és lakáskörülményei, az ezekre adandó szakmai és kollektív szociális (nemzeti, városi) intézkedési igények – felé fordította figyelmét, építész nyelvre fordítva a kollektív-ház, tömeges lakásépítés, a „Siedlung” (telep-, város)-méretű programok elvi-, módszertani- és hatósági akciók kérdései felé. 
Az intézet iránti fokozatosan erősödő nemzetiszocialista politikai nyomás miatt, amit az intézetet fenntartó városi hatóság nem tudott feloldani, ezért 1930. augusztus 1-jén azonnali eltávolítása mellett döntött, a vele szolidáris mesterekkel és tanítványokkal együtt. (A Bauhausból történt eltávolítása után ezért ment a Szovjetunióba, majd Brazíliába, végül – feltehetően kiábrándulva – svájci hazájába.

### Mies van der Rohe befolyása
1930-tól, 1933 júliusában történt végleges feloszlatásáig a Bauhaus igazgatója volt, emellett pedig a magasabb évfolyamokban tartott építészeti órákat. Igazgatói működése során a Bauhaus képzési szelleme határozottan az építészoktatás felé tolódott. Az építészképzést megreformálták és három fokozatot alakítottak ki. (A harmadik fokozatot kizárólag Mies oktatta.) Új tantervet vezettek be, amelyben a korábbihoz képest lényegesen bővült az építészeti képzés. Mies megszüntette a szakmai műhelyekben folyó termelést (ennek kiesése érzékenyen érintette az intézmény költségvetését).
Bár igazgatósága rosszul kezdődött, új igazgatóként a nyomasztó társadalmi kérdések hidegen hagyták. Az építészetet művészetként értékelte, amelynek fő kérdései a tér, az arányok és az anyag. Ezt képviselte mintaháza is, amelyet a Bauhaus 1931. évi kiállítására tervezett. (Ezen a tárlaton a klasszikusan Bauhaus-szellemű építészek, köztük Albers, Volger, Figer, Breuer jellegzetes kislakás-terveket állított ki), míg Mies terve pazarló térszervezéssel és anyaghasználattal az exkluzív lakásépítés kielégítését célozta. Mai szemmel nézve, úgy tűnik, itt jelenik meg Mies van der Rohe (vitathatatlanul kimagasló építészi kvalitása mellett) – háború utáni – következő építész-korszakának alapjellege: a különleges és nagyvonalú, költséges építészeti feladatok, kifogástalan minőségű reprezentatív megoldások felé fordulása.
Mies van der Rohe igazgatói ideje alatt minden tőle elvárhatót megtett a Bauhaus politikamentességének megőrzéséért. 1931-ben rendezvénysorozatot indított az intézetben „az eszmék harcának jegyében”. Brosúrát is készített, amelyben állásfoglalása a következő: „A Bauhausnak a modern kultúra megteremtésére tett erőfeszítései ellenére sem kell átpolitizált korunkban elköteleződnie valamely párt iránt”. Mies minden erőlködése ellenére nem sikerült az intézményben politikamentes légkört fenntartani. A tanintézet alapfeladatai révén mindenképpen érintkeztek a társadalmi környezettel, annak problémái „begyűrűztek” az oktatásba, s a tanítványokba.
A korabeli – egyre inkább fasizálódó politikai légkörben – kívülről a Bauhaus baloldali („kommunista”, „bolsevik”, „zsidó”) szervezetként jelent meg. Fokozatos politikai és költségvetési szorításokat követve 1932. október 1-jével Dessau város felmondta a műhely fenntartását. Ezen időben két másik város jelentkezett ugyan az intézmény fogadására, de Mies már hónapokkal korábban elhatározta, hogy a Bauhaust Berlinben, magánintézetként fogja fenntartani. Egy használaton kívüli gyárépületben bérelt is új helyet. Az intézményt balsorsa itt is követte. Egy „vitatható korrektségű” házkutatás során az intézet könyvtárában kommunista folyóiratokra bukkantak. 1933. április 11-én a Gestapo lepecsételte az épületet. Az intézmény újraindítására tett sorozatos kísérletek eredménytelenek maradtak. Ezért Mies van der Rohe a Bauhaust –annak hivatalos megszüntetése előtt – bezárta.

## A Bauhaus-műhelyek
1930-ban Párizsban pedig Gropius a Bauhaus eredményeit népszerűsítő kiállítást szervezett Breuer Marcell, Moholy-Nagy László és Sebők István részvételével.

## Bauhaus-kritikák
Doesburg maga komoly szellemi ellenpontot jelentett az intézmény számára. 1922-es weimari tartózkodásával, önállóan folytatott oktatói tevékenységével katalizálta a Bauhausban formálódó szellemi-alkotói folyamatokat.

## Bauhaus-hatások a magyar építészetben

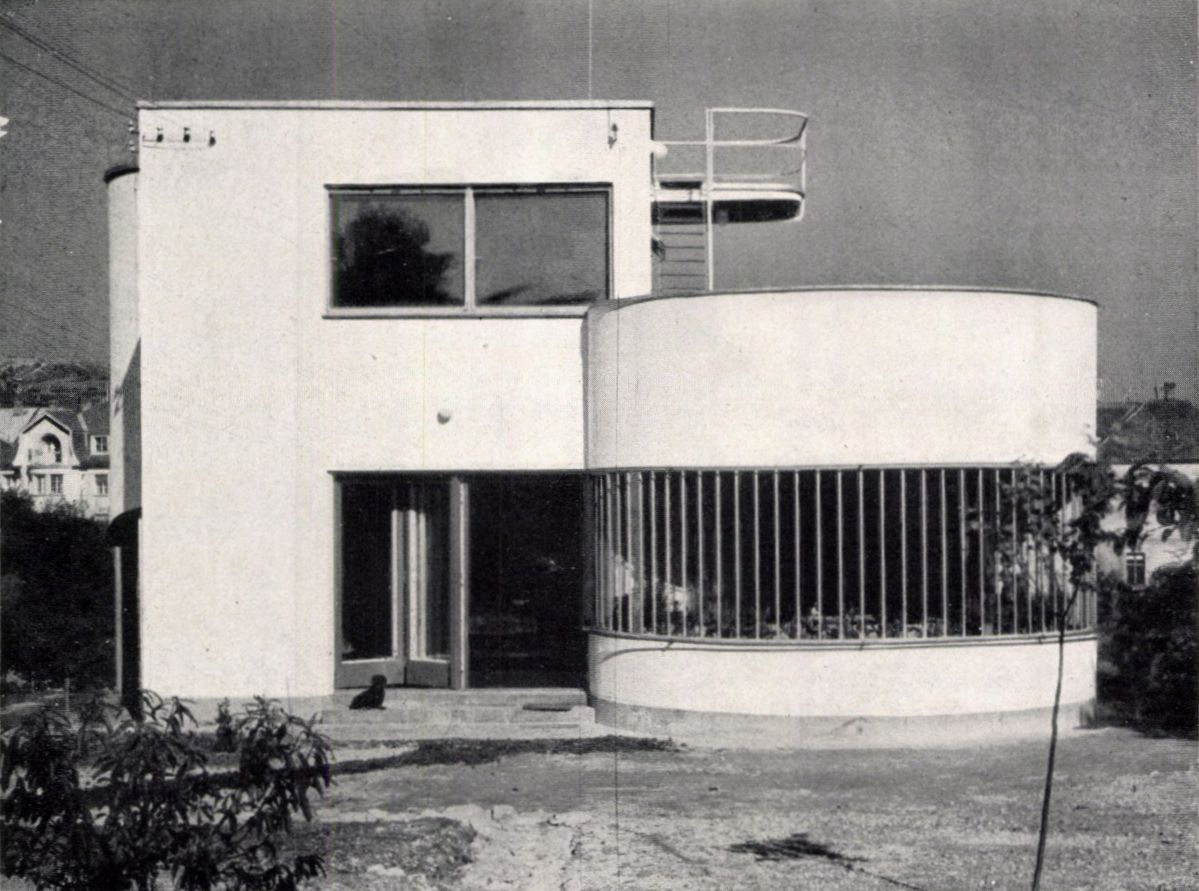
Molnár Farkas tervezte villaépület, Bp. XII. ker. Lejtő út 2/a. déli homlokzat (1932)

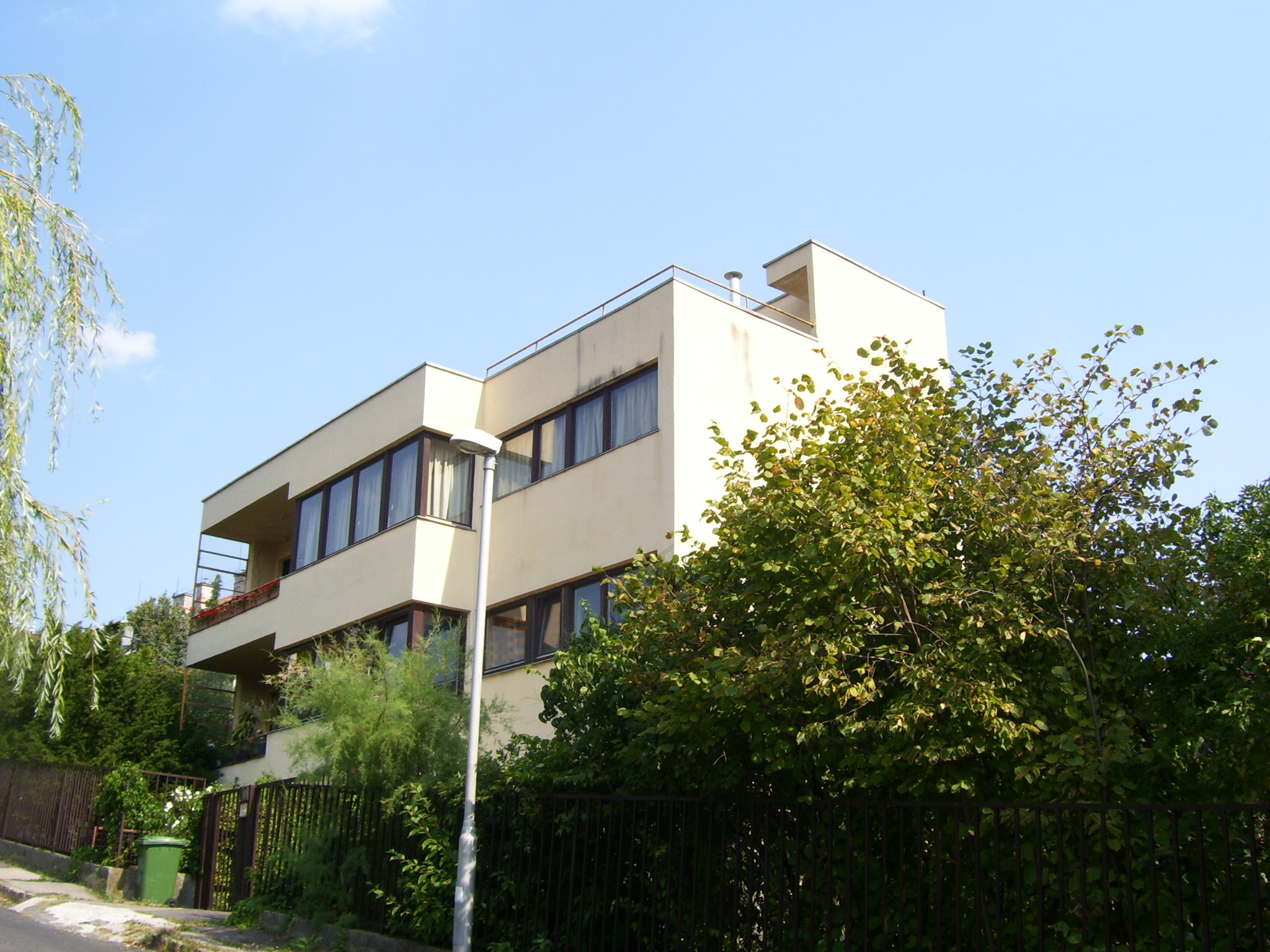
Molnár Farkas tervezte lakóépület, Bp. II. ker. Harangvirág u. 11. lakóház (1934-35)

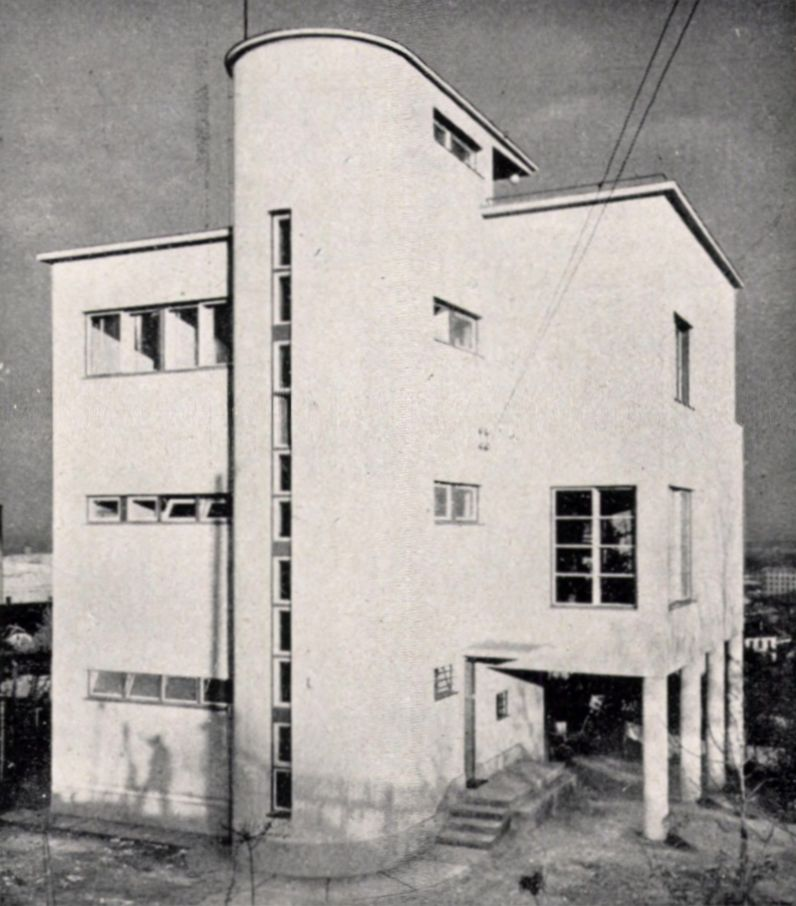
Fischer József tervezte lakóház, Bp. II. ker. Pusztaszeri út 23/a (1932)

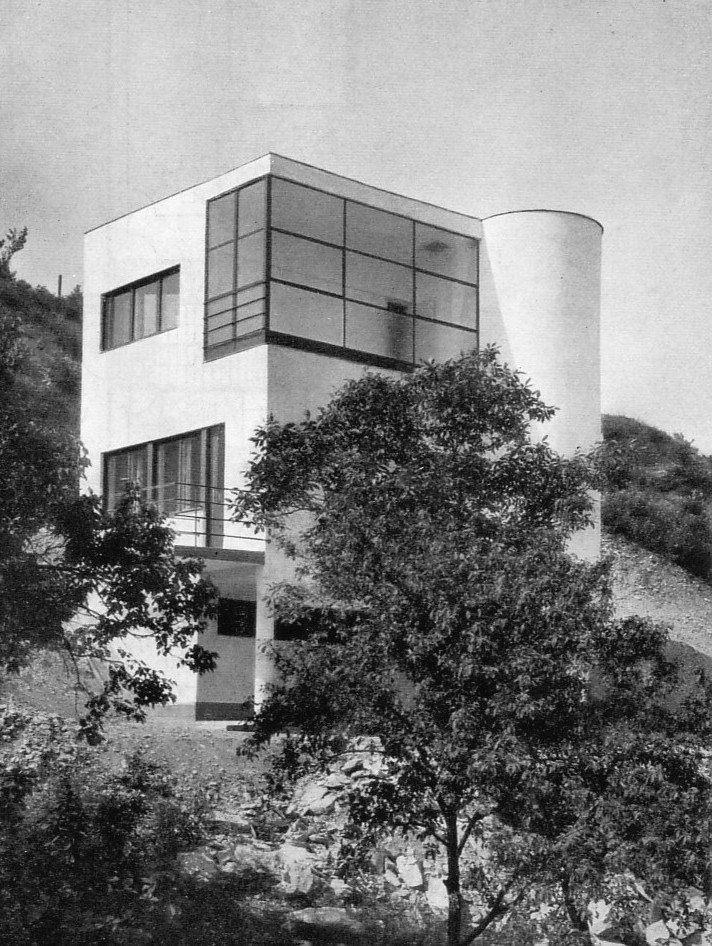
Fischer József tervezte családiház, Bp. II. ker. Szépvölgyi u. 88/b családi ház (1933-34)

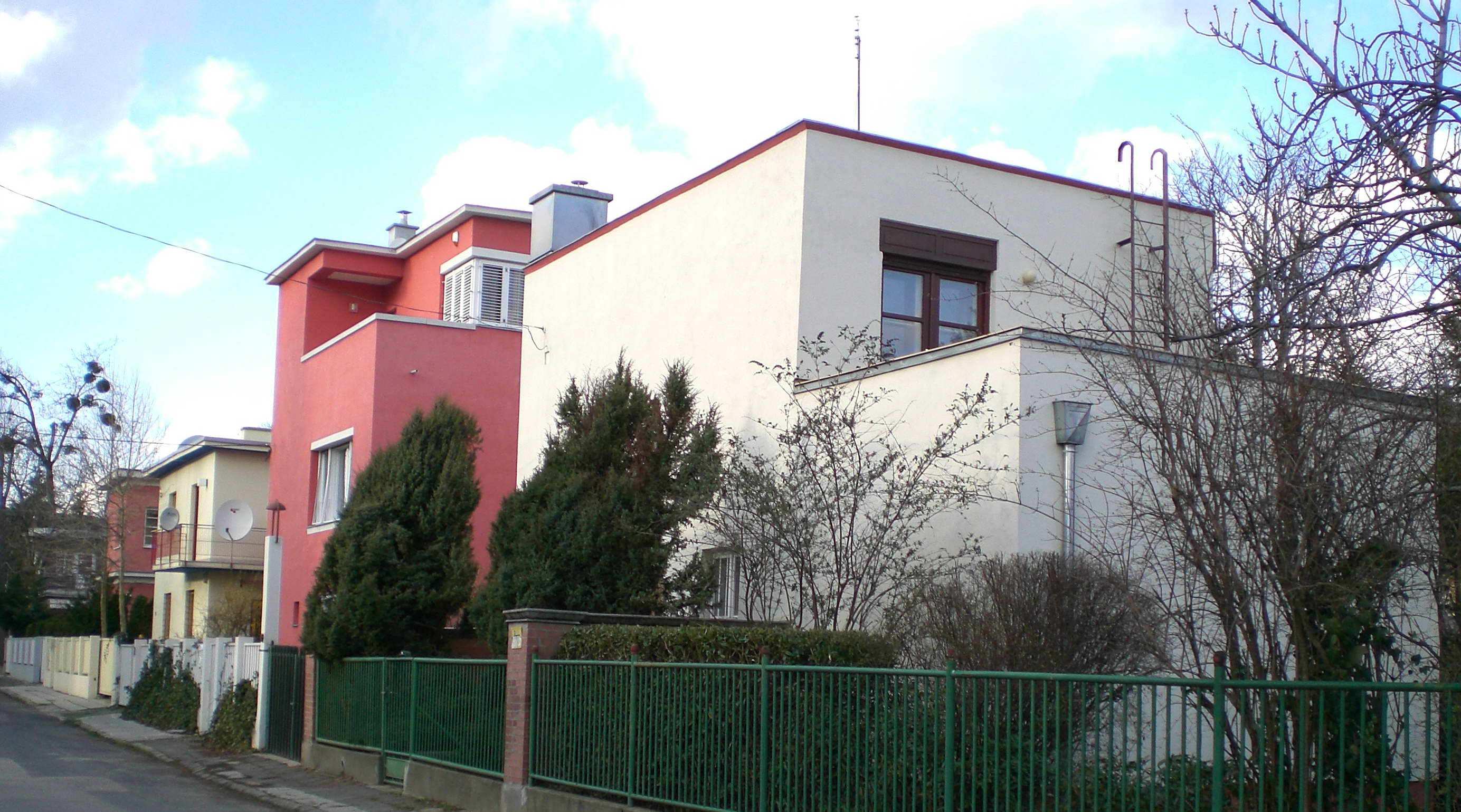
1931-ben épült Napraforgó utcai kísérleti lakótelep Bp, II. ker. Napraforgó utca 1-22., a házsor egy része 2008-ban)

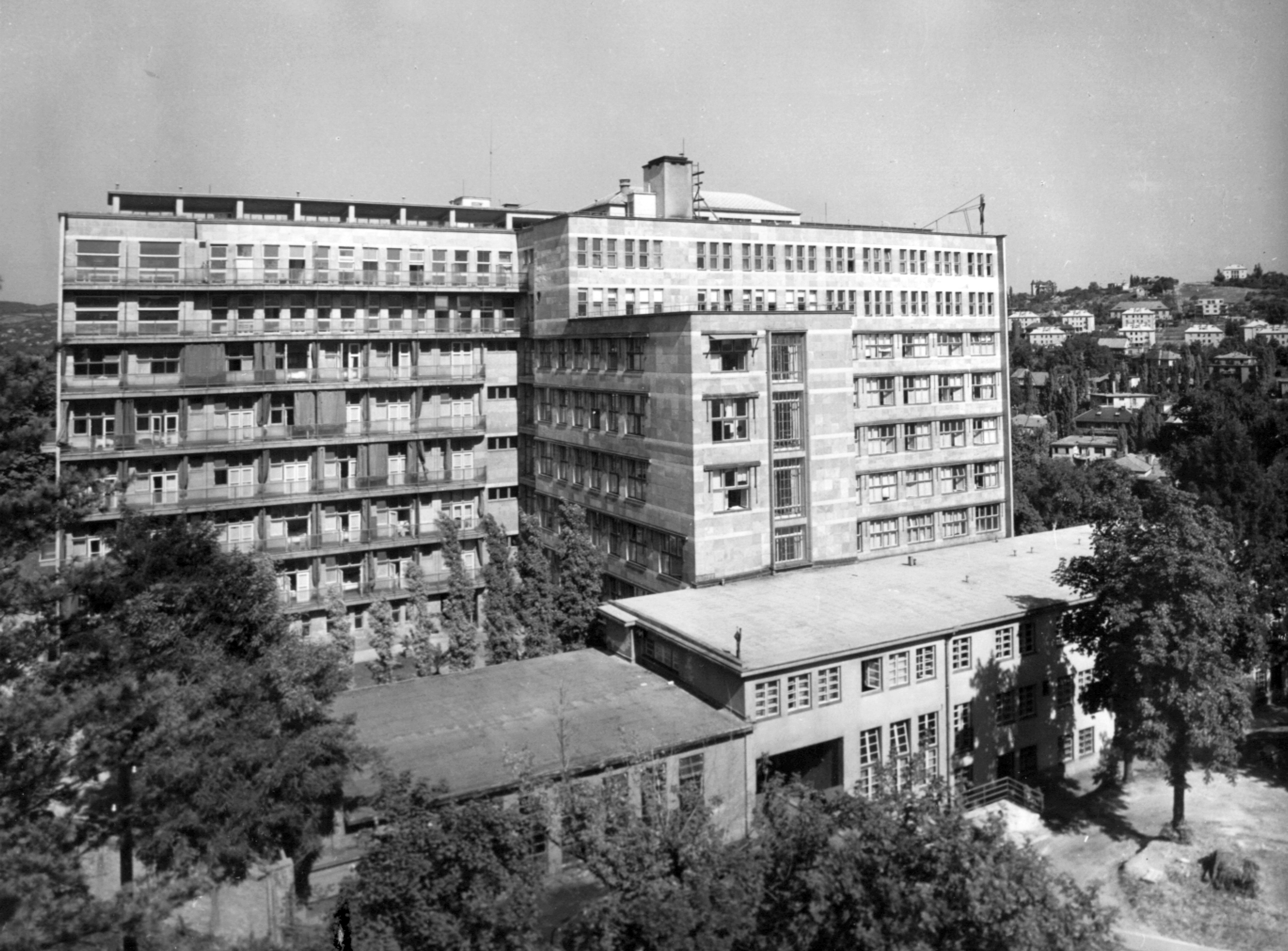
Csánk Rottmann Elemér – Sávoly Pál által tervezett Kútvölgyi úti kórház 1943, fotó 1963-ban

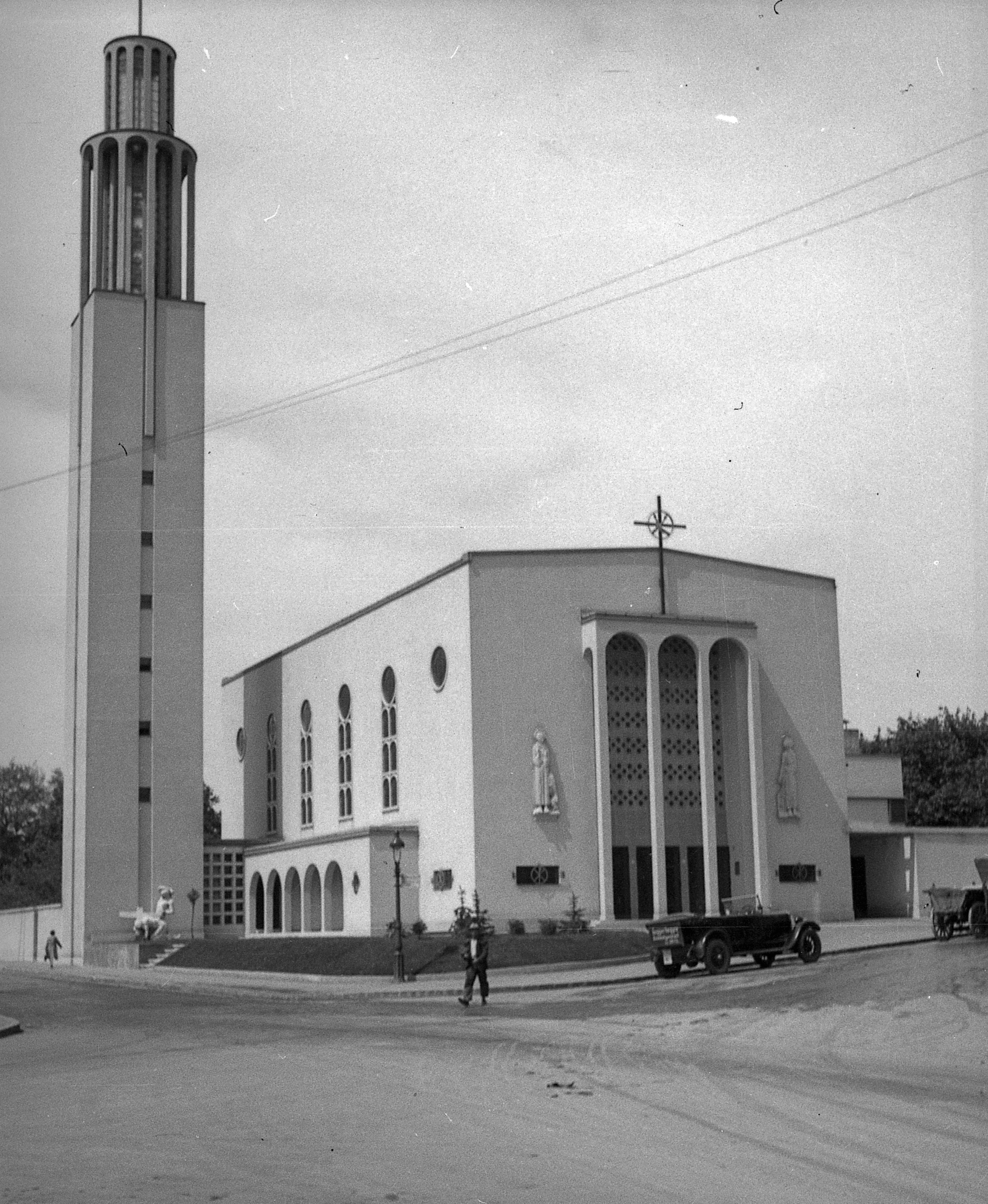
Pasaréti téri templom, Bp. II. ker., a templom 1935-ben

A Bauhaus magyarországi vonatkozásai óhatatlanul a magyarországi avantgárd-(aktivista) mozgalom keretei között keresendők, amely alapjában véve az előző, monarchiabeli társadalmi-kulturális megújítási törekvéseknek – a megváltozott társadalompolitikai viszonyokra adaptált – továbbfejlődéseként kell értelmezni
Ez a korszak (a húszas évek) a magyar művészet történetében azért olyan fontos, mert helyzete sajátos, kísérletei pedig heroikusak, és mert nagyrészt a Magyarországon kívüli művészeti központokba szorult művészek gyakorolták. A világháború és a tanácsköztársaság bukása után a haladó magyar irodalmi/művészeti törekvések elsősorban az országon kívül egzisztálhattak (csoportosulásaik Bécsben, Berlinben, illetve továbbra is Párizsban, majd később Rómában alakultak ki). Az írók és művészek egy része csak a húszas évek közepén térhetett vissza, többen azonban még ekkor sem találtak megfelelő környezetet művészi célkitűzéseik kibontakoztatásához, megvalósításához.
A külföldön működő magyar avantgárd egyik legfontosabb központja–elsősorban sokirányú. kommunikációs központként, Bécs volt, mert innen éreztette hatását a magyar aktivizmus, mint a legradikálisabb irodalmi és művészeti mozgalom a Csehszlovákia, Románia, Jugoszlávia különböző városaiban kialakuló magyar és nem magyar művészeti mozgalmakra. Innen igyekezett felvenni a kapcsolatok legkülönbözőbb formáit Kelet- és Nyugat-Európa avantgárd művészeti mozgalmaival. Tágabb értelemben a bécsi magyar avantgárdot a Bécsben újonnan megjelenő, s 1926-ig Európa egyik legrangosabb művészeti lapjaként működő Ma (folyóirat) köre jelentette.
A Bauhaus sokoldalúságának eredményei értelemszerűen – és érezhetően – visszahatottak a "Ma" hasábjaira is, amelynek címlapjai, illusztrációi 1923-tól kezdve többször a weimari, majd később dessaui intézmény munkatársaitól származtak. Moholy-Nagy, Molnár Farkas fametszetei a mozgalom elméletében mindig jelenlevő építészeti szellemet erősítették. (A folyóirat utolsó bécsi száma is egy fiatal sziléziai építész-közösség műveinek bemutatásával zárult.)
A magyar aktivizmus (pontosabban az aktivista konstruktivizmus, a magyar avantgárd legszervezettebb, céljait legjobban felismerő mozgalom) már 1921-től példaként szolgált a kelet-közép-európai modern törekvések képviselői számára. 1921 augusztusáig egyik igen fontos hatásterülete a Horthy-Magyarországhoz képest még külföldnek számító Pécs (a kicsiny, mára szinte elfelejtett államalakulat: a Baranyai Köztársaság fővárosa) volt. A Pécsi Napló már korábban is rendszeresen beszámolt a "Ma" új számairól, rendezvényeiről, majd a Tanácsköztársaság bukása után a fellendülő pécsi szellemi élet képviselői maguk is több politikai, irodalmi lapot adtak ki. A pécsi művészkör 1920-1921-ben még a kubisztikus-expresszionista aktivizmus stílusáról írt, de a Krónika 1921-es számában már a „haldokló expresszionizmus"-ról, és a „vas esztétikája" új korának eljöveteléről írt. A pécsi származású, későbbi Bauhaus-tagok: Breuer Marcell, Forbát Alfréd, Molnár Farkas, Stefán Henrik, Weininger Andor életpályáján is visszatükröződik ez a hazai kulturális hagyomány. Ők jelentették meg Újvidéken az úgynevezett KURI manifesztum-ot is.
A KURI (a Konstruktív, Utilitárius, Racionális, Internacionális kezdőbetűinek összevonásából keletkezett rövidítés) manifesztum a Bauhaus magyar és szerb növendékeinek és a Gropius építészeti iroda munkatársainak műve volt. Az aktivizmus rendszerező szándékához hasonlóan áttekintette a modern művészet irányzatait, sürgette gondolataik szintézisét, az elemzett, szervezett tér fogalmát, mint az építész számára megvalósítandó feladatot, s ehhez fűzték a szigorú funkcionalizmus követelményét, amely különböző formákban tulajdonképpen már a századforduló óta jelentkezett az európai építészetben, s amelyet azonban első terveikben még nem valósítottak meg maradéktalanul.
Az építészek úgy képzelték el, hogy a szükségleteket kifejező ökonomikus, a szerkezeti-matematikus–és a szellemi-tartalmi rész egy alapjegyben, egyazon geometriai formában kifejezhető (ahogyan a képzőművészetben a szuprematizmus a négyzetet, úgy ők a kockát tették alapformájukká), s a „világ-kuri" első kocka alakú házát tervezték. A manifesztum egyik megalkotója, Molnár Farkas, az 1923-as Bauhaus-kiállításon tervek formájában is kiállította Vörös kockaház-át, mint a KURI megvalósításának egyik lehetőségét. (A 10×10×10 m-es méretű ház inkább szimbolikus jelentőségű, semmint funkcionálisan megoldott építmény).
A Bauhaus-növendékek kísérletező működése, az aktivista lapokban publikált manifesztumokban megnyilvánuló összefoglaló, integráló, abszolutizáló szándéka jól jellemzi a húszas évekbeli magyar avantgárd-aktivizmusnak a Bauhaus-elvekkel való kapcsolatát. A tízes évek „plakát" elvét differenciálták a környezetalakító művészeti ágak és műfajok, de az ezek megújításáért folytatott anyagi, térformálási tapasztalatokat még egy ideig a totális világalakító szándékok foglalták keretbe.
A másik képviselt szempontjuk az aktuális történelemmel való konok szembeszegülésük, s olyan elképzelések hangoztatása, mint világ-kuri, világállam vagy – nem kevésbé merész tervként – a Közép-európai Egyesült Államok. (ez utóbbi a pozsonyi Tűz című lap beköszöntőjében).
Bortnyik Sándor 1929-ben reklámgrafikai iskolát nyitott MŰHELY címen, amelyet eredetileg nagyobb szabású intézménynek, Magyar Bauhaus-nak terveztek. Építészhallgatóik azonban nem voltak. (E műhely növendéke volt a hatvanas évek jelentős európai mestere, Vásárhelyi Győző – Victor Vasarely.)
A Bauhaus átalakulása, Gropius, Moholy-Nagy távozása (1928), majd az intézmény felbomlása (1933) után (vagy még előtte) hazakerült építészek: Molnár Farkas (1926), Forbát Alfréd, Fischer József és mások Budapesten és Pécsett dolgoztak. Megkísérelték összehangolni az építészet és társadalom problémáit (gondoljunk itt Hannes Meyer oktatói hatására), korszerű munkáslakásokat terveztek, ezekből azonban csak kevés valósult meg. 
1931-ben épült fel a Napraforgó utcai kísérleti lakótelep (hivatalosan „Pasaréti úti kislakásos mintatelep”), amely Budapest II. kerületében 22 lakást (16 családi- és három ikerházat) foglal magába. A „kis telek, nagy ház” koncepcióval létrejött lakótelepen a 22 építész (Bierbauer Virgil, Hajós Alfréd, Kozma Lajos, Molnár Farkas, Wälder Gyula stb.) tervezte épületek igen változatos módon vonultatják föl a Bauhausban rejlő lehetőségeket. A korabeli beszámoló szerint a nagy gazdasági világválság idején is „a nagyvárosi ember természet- és saját-otthon utáni sóvárgását akarják kielégíteni, jól és olcsón” (Genthon István). Ám az egyfajta épületreklámnak szánt villalakás-sor kezdeményezése nem talált követőkre.
Az európai haladó építészeti szellem Magyarországon csak a harmincas évek második felétől kezdett elfogadottá válni, meghonosodni. A kor paradoxona, hogy a bauhausisták ekkor munkásságukat csupán a tehetősebb, feltörekvő felső-, és középosztály magánházépítésében, a villa műfajában bontakoztathatták ki. A vörös kockaház is megépült, de csupán kicsinyített (6x6x6 m-es) formában, s eredeti jelentése eltűnt, mivel sem a „világkuri", sem a „zenitista” balkáni forradalom, sem az emigrációs világállam, a kelet-európai – Duna-völgyi -, vagy magyar államszövetség – mint a törekvések társadalmi alapja – nem vált aktualitássá, vagy a távoli jövő távlataiban elérhetővé. A jövő progresszív építőművészete végtelen távolságba került, és a jelen egyre fenyegetőbbé vált: a második világháború közeledett. (A magyarországi Bauhaus-osok munkásságát részletezi a CIAM szócikk „magyarországi csoport” fejezete.) Ideológiai és szakmai felkészültségük kamatoztatására – bár csak rövid időre – a vesztett háború okozta sebek felszámolása, az újjáépítés során nyílt lehetőség.
„… A művészettörténet és a történelem sajátos paradoxonja, hogy – már a húszas évek végére – a Kommunisták Magyarországi Pártja és az egykor vele rokonságban felnövő művészeti avantgarde mozgalmak – melyeket manapság tévesen csak az egyik alkotóelemmel, a Bauhaus-névvel azonosítanak – teljesen elváltak egymástól. A KMP és az MSZMP soraiban igen erős avantgarde-ellenes hangulat uralkodott, ennek elméleti előzményei és párhuzamai aztán majd az avantgarde emigrációs köreiben is megtalálhatók. Egykor a Nyolcak munkásságát támogató Lukács György a realizmus tradicionális koncepciójának befogadásához közeledett. A harmincas évek elején a Das Wort című, Moszkvában kiadott emigráns politikai-művészeti lapban vita robbant ki a német avantgarde és Lukács között, amelyben Lukács a német expresszionizmust és aktivizmust a fasizmust előkészítő mozgalmak közé sorolta. Hasonló türelmetlen álláspont jellemezte a magyar kommunista mozgalom fórumait a húszas-harmincas évek fordulóján is, a hazai tartalék-aktivista törekvésekkel szemben. A Tamás Aladár által szerkesztett 100% (1927–1928) című lapban a Kassák-kört szintén igazságtalanul a szociálfasizmus kategóriájába sorolták…”
Ezzel a szellemi konfrontációval azonosítható a hazai, úgynevezett szocreál építészet beköszöntét jelképező, Perényi Imre és Major Máté közti, emlékezetes építőművész-szövetségi vita is. A Bauhaus-szellem hazai reneszánszát az 1956-os forradalmat követő időkben érte meg, amikor az avantgárd szellemet képviselő „öregek”, illetve a gyorsan felfrissülő felsőfokú művészeti- és építészoktatás által felnevelt új, alkotó (építő)művész-generáció lépett a színre.